# 下金厂乡
下金厂乡，是中华人民共和国云南省文山壮族苗族自治州麻栗坡县下辖的一个乡镇级行政单位。

## 行政区划
下金厂乡下辖以下地区：
下金厂村、大坝村、仓房村、大火地村、中寨村和云岭村。